# Мікрометричний глибиномір

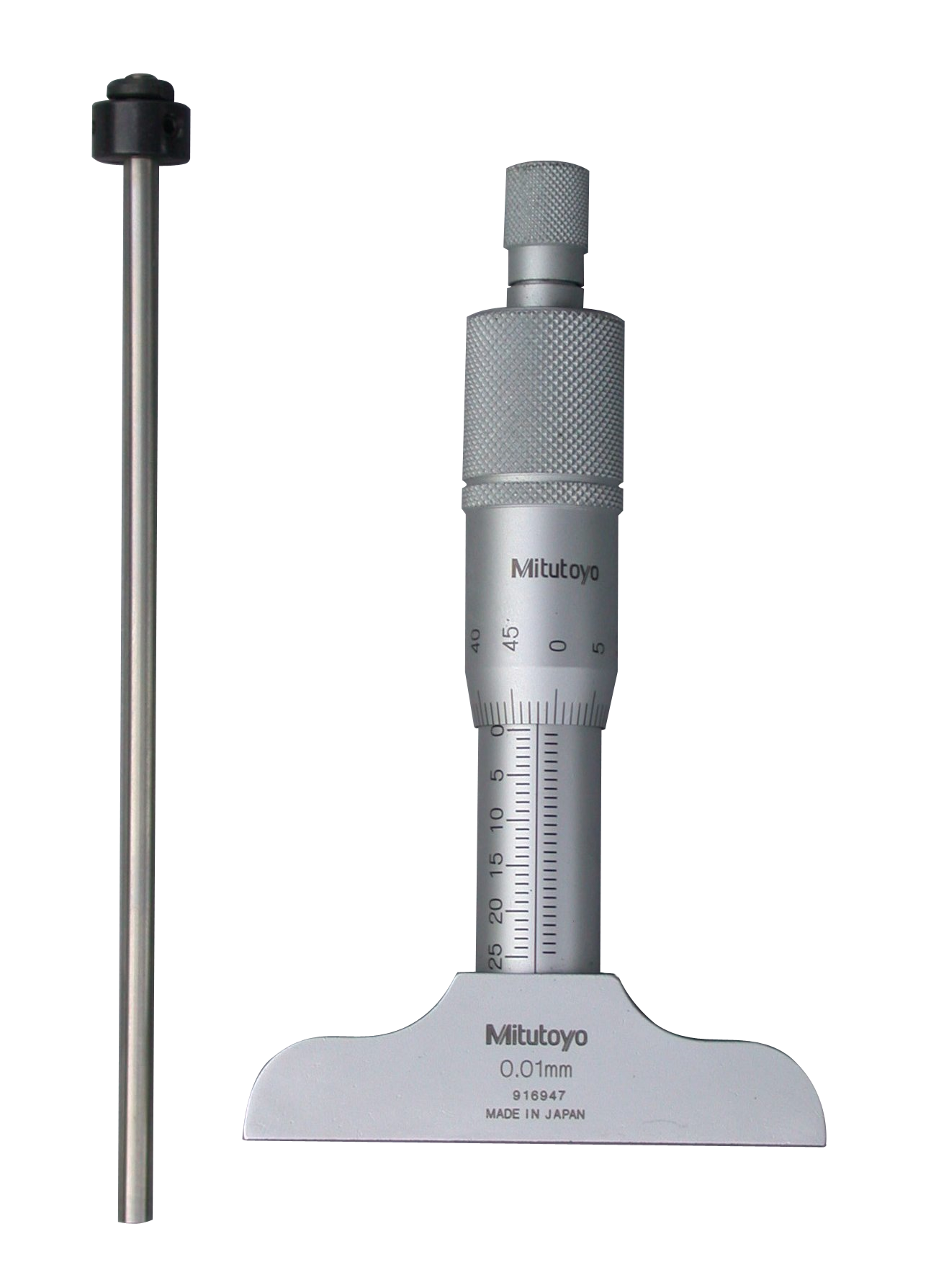
Мікрометричний глибиномір із змінним стержнем

Мікрометри́чний глибиномі́р — інструмент для вимірювання глибин отворів, пазів, висоти уступів тощо. Мікрометричні глибиноміри мають таку ж будову, як і мікрометри, тільки замість скоби, мають основу (90 x 12 мм) з вимірювальним стержнем, що приводиться в рух мікрометричним гвинтом від тріскачки.
Основа і вимірювальний стержень загартовані. Кожен мікрометричний глибиномір оснащується комплектами змінних стержнів для діапазонів вимірювань 0…25 мм; 25…50 мм; 50…75 мм; 75…100 мм і т. д. залежно від типу інструменту.

## Види
Мікрометричні глибиноміри виготовляються за ГОСТ 7470-72:
- з відліком показів за шкалами стебла і барабана (ГМ) ;
- з відліком показів по електронному цифровому пристрої та шкалах стебла і барабана (ГМЦ)

Діапазон вимірювань глибиномірів типів:
- ГМ 25 і ГМЦ 25 — від 0 до 25 мм;
- ГМ 50 і ГМЦ 50 — від 0 до 50 мм;
- ГМ 75 і ГМЦ 75 — від 0 до 75 мм;
- М 100 і ГМЦ 100 — від 0 до 100 мм;
- ГМ 150 і ГМЦ 150 — від 0 до 150 мм;
- ГМ 300 — від 0 до 300 мм.

## Використання
При вимірюванні глибиномір встановлюють основою на деталь, що перевіряється, і доводять вимірювальний наконечник до контакту з поверхнею впадини, обертаючи мікрогвинт за тріскачку. Зчитування показів при вимірюванні здійснюється як у звичайному мікрометрі.

## Позначення
Приклад позначення глибиноміра з діапазоном вимірювань 0…100 мм 1-го класу точності:
Глибиномір ГМ 100-1 ГОСТ 7470-92.